# Mehmet Ali Ağca

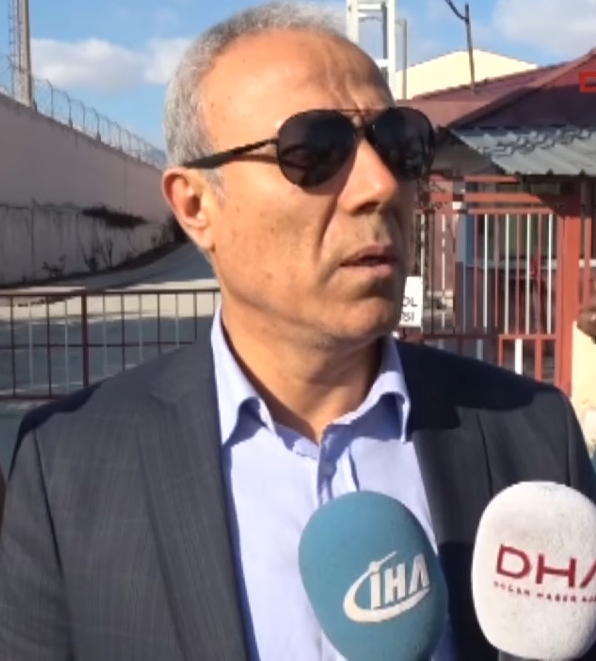
Mehmet Ali Ağca, 2017

Mehmet Ali Ağca [ˈaːdʒa] (* 9. Januar 1958 in Akkuş, Ordu) ist ein türkischer Rechtsextremist. Er ermordete am 1. Februar 1979 den türkischen Journalisten Abdi İpekçi und verübte am 13. Mai 1981 in Rom ein Attentat auf Papst Johannes Paul II., für das er bis zum Jahr 2000 im Gefängnis saß.

## Leben
Ağca stand den Grauen Wölfen nahe. 1979 ermordete er den Journalisten Abdi İpekçi (Chef der türkischen Zeitung Milliyet). Zuvor organisierte er in Ankara und Istanbul zusammen mit seinem Weggefährten Abdullah Çatlı Schießereien und Straßenkämpfe gegen links- und kemalistisch orientierte Studenten. Nach dem Mord an İpekçi verließ Ağca Istanbul, flüchtete mit Haluk Kırcı, einem hochrangigen Mitglied der Grauen Wölfe, nach Erzurum und versteckte sich dort. Doch schon bald kehrte Ağca nach Istanbul zurück, wo er trotz gefälschtem Pass und Perücke von Polizisten erkannt und inhaftiert wurde. Er erhielt eine Gefängnisstrafe, konnte aber am 24. November 1979 aus dem Militärgefängnis Maltepe in Istanbul fliehen. Zeugen zufolge sollen ihm einige Soldaten, die den Grauen Wölfen nahe standen (Bünyamin Yilmaz), eine Waffe gegeben und bei der Flucht geholfen haben. Diese Aussage wurde jedoch bestritten. In jener Zeit herrschten Pressezensur und beschränkte Meinungsfreiheit; offizielle Untersuchungen waren nicht objektiv. Zwar versuchten unabhängige Quellen zu belegen, dass es unmöglich gewesen wäre, ohne Unterstützung des Militärs aus dem Militärgefängnis Maltepe zu fliehen, offizielle Anerkennung fand diese Theorie jedoch nicht.

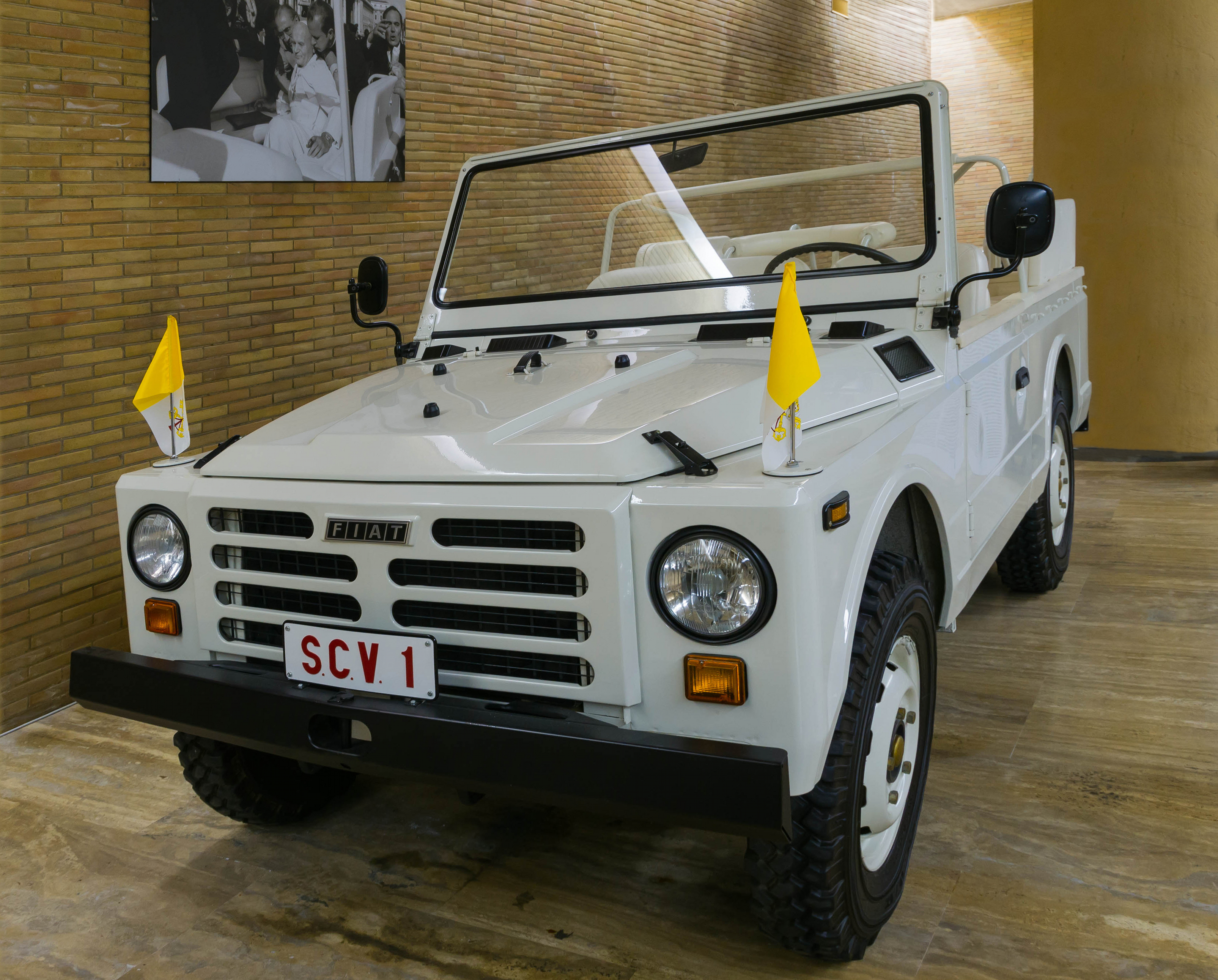
Das Papamobil, auf dem Johannes Paul angeschossen wurde, heute in einem Museum

### Attentat auf den Papst

#### Anschlag
Ağca verübte das Attentat auf Johannes Paul II. auf dem Petersplatz in Rom am 13. Mai 1981 mit einer Pistole. Drei Kugeln trafen den Papst, eine davon verletzte ihn schwer. Während zwei Kugeln den linken Zeigefinger zertrümmerten und einen Streifschuss am rechten Unterarm verursachten, zerstörte die dritte Kugel mehrere Dünndarmschlingen und trat schließlich knapp neben der Wirbelsäule wieder aus. Ağca versuchte nach den Schüssen zu fliehen, konnte aber vom päpstlichen Personenschützer Camillo Cibin gestellt werden und wurde festgenommen.

#### Tatmotiv
Über sein Tatmotiv äußerte Ağca im Lauf der Jahre Widersprüchliches. Ağca selbst gab bis heute keine Informationen über die Logistik des Anschlags preis. 2006 kam ein Untersuchungsausschuss des italienischen Parlaments zu dem Ergebnis, dass das Attentat auf Weisung Leonid Breschnews vom sowjetischen Geheimdienst GRU in Auftrag gegeben wurde – in Zusammenarbeit mit dem bulgarischen Geheimdienst und dem Ministerium für Staatssicherheit der DDR. In den 2013 veröffentlichten Memoiren von Ağca gab dieser an, vom iranischen Ajatollah Chomeini persönlich mit den Worten „Du musst den Papst im Namen Allahs töten“ beauftragt worden zu sein.

#### Reaktion des Papstes Johannes Paul II.

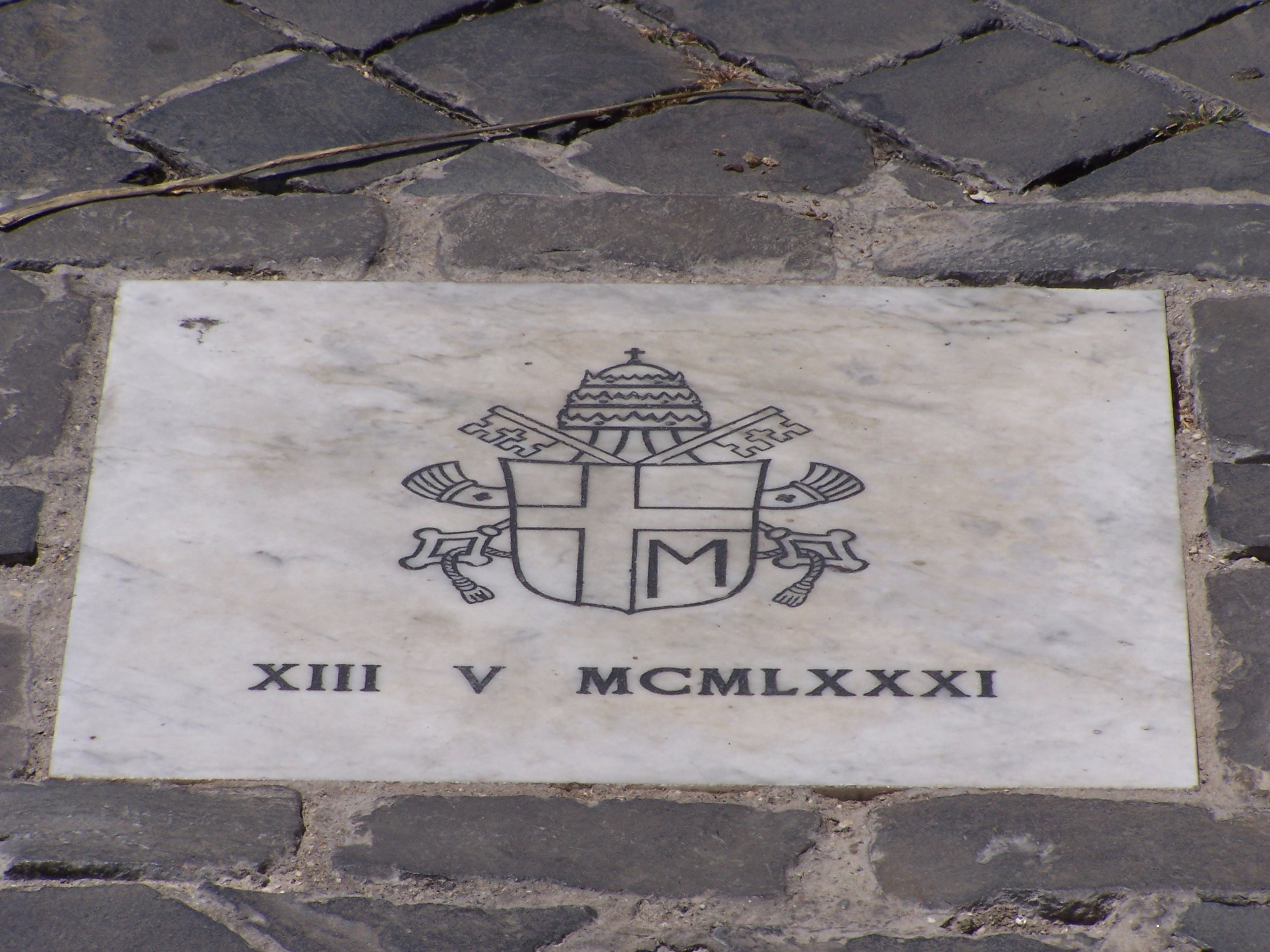
Gedenkstein an das Attentat in der Vatikanstadt

Aufsehen erregte der Papst, als er dem Attentäter schon auf dem Krankenbett in der Gemelli-Klinik vergab und ihn zwei Jahre nach der Genesung im Gefängnis besuchte. Da das Attentat auf den 64. Jahrestag der ersten Marienerscheinung von Fátima fiel, schrieb Johannes Paul II. seine Rettung Maria, der Mutter Jesu, zu und bedankte sich später mit einer Wallfahrt nach Fátima. Ağca brachte das Attentat bei einer Gerichtsverhandlung 1985 mit Fátima in Verbindung und bezeichnete sich selbst als „wiedergeborenen Christus“.

#### Begnadigung in Italien
Nachdem er im Juli 1981 zu einer lebenslangen Freiheitsstrafe verurteilt worden war, amnestierte ihn am 13. Juni 2000 (nach 19 Jahren Haft) der italienische Präsident Ciampi auf Bitten des Papstes, und Ağca wurde in die Türkei ausgeliefert.

### Auslieferung an die Türkei
Dort war er wegen des Mordes an İpekçi in Abwesenheit zum Tode verurteilt worden. Dieses Urteil wurde vor seiner Auslieferung in lebenslange Haft umgewandelt und später verkürzt, sodass er – samt Verurteilungen wegen zweier weiterer Verbrechen in den 1970er Jahren in der Türkei – 36 Jahre Haft vor sich gehabt hätte. Strafminderungen und eine Amnestie führten zu seiner Freilassung auf Bewährung am 12. Januar 2006. Die Aussetzung der Haft auf Bewährung wurde jedoch vom Obersten Türkischen Gerichtshof am 20. Januar 2006 aufgehoben und Ağca erneut verhaftet.
Ağca wurde nicht zum türkischen Wehrdienst eingezogen, dem er sich in den 1970er Jahren entzogen hatte. Er wurde in einem Militärgefängnis in Istanbul untersucht und für untauglich befunden, ob aus psychischen oder physischen Gründen, war nicht bekannt. 2006 wurde ihm durch erneute Untersuchungen die Untauglichkeit als Soldat durch eine „fortgeschrittene anti-soziale Persönlichkeitsstörung“ attestiert.
Heute bekennt sich Ağca zwar zu den Grauen Wölfen, bezeichnet die 1970er Jahre jedoch als „abgeschlossenes Kapitel“ und steht der MHP (politischer Arm der Grauen Wölfe) distanziert gegenüber.
Im Mai 2008 stellte Ağca den Antrag auf die polnische Staatsbürgerschaft. Nach seiner Haftentlassung wolle er sich in Polen niederlassen, erklärte sein Anwalt. Laut eigenen Bekundungen gegenüber den Medien ist er inzwischen zum Katholizismus übergetreten.
In einem Interview mit einer türkischen Zeitung im November 2010 gab Ağca jedoch an, dass das Christentum und Judentum „auf jeden Fall am Ende“ seien und dass er Mohammed als letzten Propheten akzeptiere.
Am 18. Januar 2010 wurde er aus einem Hochsicherheitsgefängnis in Sincan bei Ankara entlassen.
Am 27. Dezember 2014 legte Ağca im Petersdom zwei Sträuße weißer Rosen am Grab von Johannes Paul II. nieder. Anschließend nahm ihn die italienische Polizei fest, weil er ohne Schengen-Visum in Italien eingereist war.

## Memoiren
Nach seiner Entlassung aus türkischer Haft veröffentlichte Mehmet Ali Ağca seine Memoiren in italienischer Sprache mit dem Titel Mi avevano promesso il paradiso („Sie hatten mir das Paradies versprochen“). Darin gibt er an, den Mordauftrag von Ajatollah Chomeini persönlich erhalten zu haben. Das Verschwinden der Schülerin Mirella Gregori im Jahr 1983 sei eng mit dem der Jugendlichen Emanuela Orlandi in Rom und dem des sowjetischen Journalisten Oleg Bitow in Venedig verbunden. Ein Sprecher des Vatikans bestreitet die Darstellungen Ağcas. Er erklärte, was an dem Buch überprüfbar sei, habe sich als falsch herausgestellt.

## Dokumentationen
- Tatort Geschichte: Von Grauen Wölfen und Geheimdiensten: das Attentat auf Papst Johannes Paul II, Sendung von Niklas Fischer und Hannes Liebrandt, 18. Juni 2021, ARD Audiothek (Bayern 2)